# Vlag van Zuienkerke
De vlag van Zuienkerke werd door de gemeenteraad op 23 januari 1989 en nogmaals op 23 februari 1989 officieel vastgesteld als de gemeentelijke vlag van de West-Vlaamse gemeente Zuienkerke. Op 9 mei 1989 werd hij door het Bestuur van Vlaanderen bevestigd en uiteindelijk gepubliceerd op 8 november 1989 in het officiële Belgisch Staatsblad.
Officieel wordt de vlag beschreven als:
Gevierendeeld 1. wit met een zwart kruis, beladen met vijf gele Sint-Jacobsschelpen en vergezeld in het eerste kwartier van een rood mereltje 2. zwart met een witte uitkomende leeuw, rood getongd, geel gekroond en gehalsband, met aan de halsband een klaverkruis van hetzelfde en begeleid van twee witte kromstaven, de krul naar links gewend 3. rood met twee witte omgekeerde schuingekruiste zwaarden, geel gesierd 4. wit met een rood geledigd krulkruis, vergezeld in het eerste en het vierde kwartier van een zwart eendje
De vlag is gemaakt van een combinatie met het voormalige wapens van Zuienkerke (linksboven), Houtave (rechtsboven), Meetkerke (linksonder) en Nieuwmunster (rechtsonder).

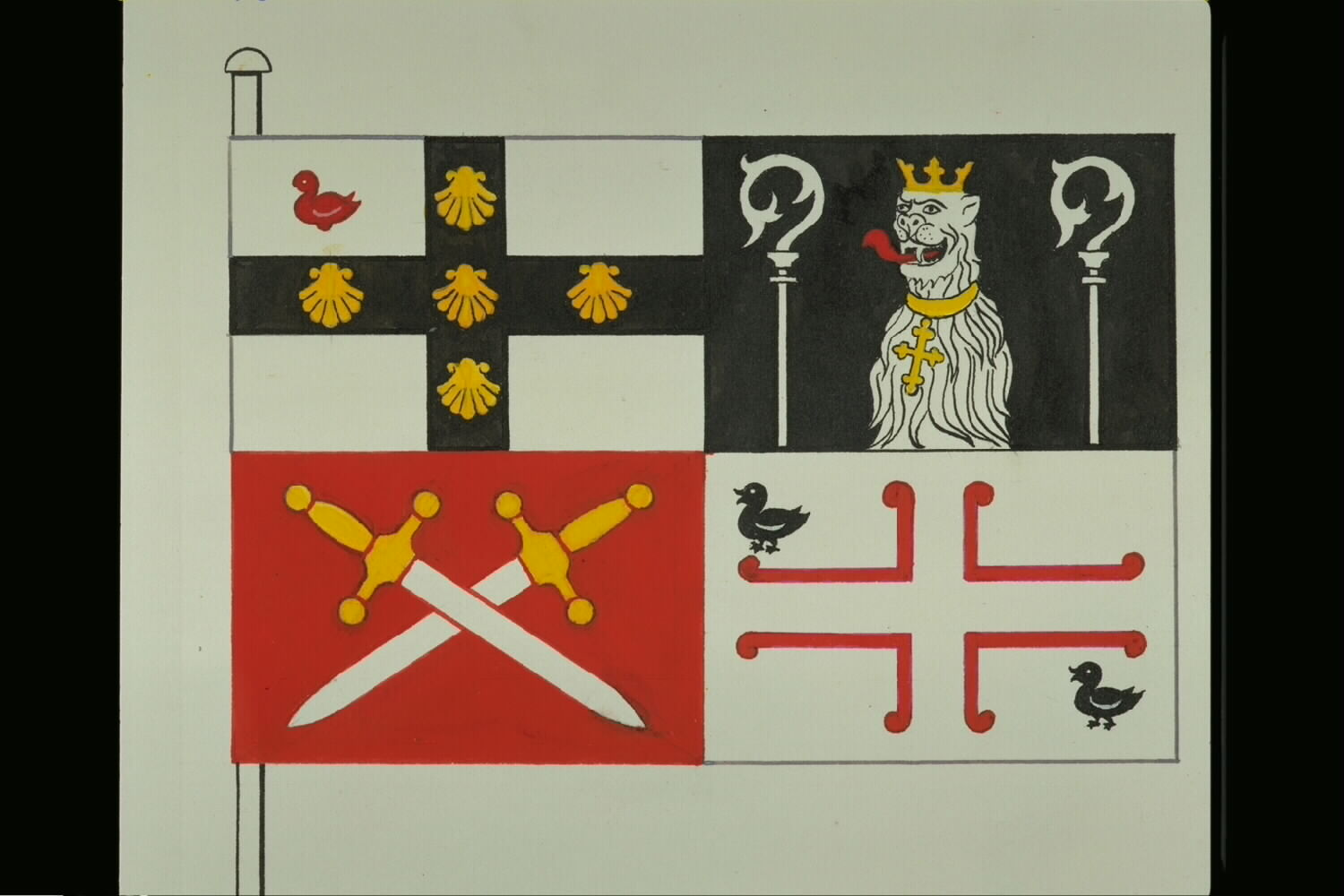
Officiële tekening van de vlag
Oude wapen van Zuienkerke
Wapen van Meetkerke
Wapen van Nieuwmunster